# Marina Barone (album)
Marina Barone è il terzo album di Marina Barone del 1991, pubblicato in formato LP, CD e musicassetta da Duck Record e distribuito da EMI Italiana.

## L'album
Coautore di alcuni testi dei brani assieme a Marina Barone è il noto Fabrizio Berlincioni.
Il disco vede anche la partecipazione di musicisti di rilievo nel panorama della musica leggera italiana ed internazionale come Bruno De Filippi e Danilo Minotti. Tra gli autori delle musiche anche Silvio Amato, Vittorio De Scalzi e Franco Fasano.
Il disco viene promozionato attraverso uno spot pubblicitario andato in onda sulle reti mediaset.
Lo stesso anno il disco viene pubblicato in formato CD in Giappone dall'etichetta King Records, con l'aggiunta di un nuovo brano, esclusivo solo per il mercato asiatico, cantato sia in giapponese che in italiano: Di notte teneramente, brano quest'ultimo che oltre a dare il titolo all'intero album, diventa sigla di un noto spot pubblicitario per una delle più importanti catene alimentari del Giappone, la Niscin.

## Tracce
Lato A
1. Caldarrosta – 3:49 (testo: Marina Barone, Fabrizio Berlincioni – musica: Paolo Baldan Bembo, Silvio Amato)
2. Odio e amore – 3:03 (testo: Marina Barone – musica: Silvio Amato)
3. 1998 – 3:44 (testo: Marina Barone, Fabrizio Berlincioni – musica: Bruno Bergonzi)
4. Il cane – 4:00 (testo: Marina Barone – musica: Paolo Baldan Bembo, Silvio Amato)
5. Storie di uomini – 4:01 (testo: Marina Barone, Fabrizio Berlincioni – musica: Paolo Baldan Bembo, Silvio Amato)

Durata totale: 18:37
Lato B
1. Ayallallah – 3:55 (testo: Marina Barone – musica: Tiziano Barbone)
2. Tra gatti e caramelle – 3:44 (testo: Marina Barone, Fabrizio Berlincioni – musica: Silvio Amato)
3. Come te – 4:07 (testo: Fabrizio Berlincioni – musica: Vittorio De Scalzi)
4. Tokyo – 3:52 (testo: Marina Barone – musica: Paolo Baldan Bembo, Silvio Amato)
5. Buonanotte – 2:38 (testo: Marina Barone, Fabrizio Berlincioni – musica: Franco Fasano)
6. Tokyo (Dance version) – 6:19 (testo: Marina Barone – musica: Paolo Baldan Bembo, Silvio Amato) – Traccia presente solo nel formato CD

Durata totale: 24:35

## Tracce versione giapponese
1. Di notte teneramente (versione cantata in italiano) – 4:30 (testo: B. Uozumi – musica: Kōji Makaino) – Testo in italiano di T. Okamoto
2. Caldarrosta – 3:49 (testo: Marina Barone, Fabrizio Berlincioni – musica: Paolo Baldan Bembo, Silvio Amato)
3. Odio e amore – 3:03 (testo: Marina Barone – musica: Silvio Amato)
4. 1998 – 3:44 (testo: Marina Barone, Fabrizio Berlincioni – musica: Bruno Bergonzi)
5. Il cane – 4:00 (testo: Marina Barone – musica: Paolo Baldan Bembo, Silvio Amato)
6. Storie di uomini – 4:01 (testo: Marina Barone, Fabrizio Berlincioni – musica: Paolo Baldan Bembo, Silvio Amato)
7. Ayallallah – 3:55 (testo: Marina Barone – musica: Tiziano Barbone)
8. Tra gatti e caramelle – 3:44 (testo: Marina Barone, Fabrizio Berlincioni – musica: Silvio Amato)
9. Come te – 4:07 (testo: Fabrizio Berlincioni – musica: Vittorio De Scalzi)
10. Tokyo – 3:52 (testo: Marina Barone – musica: Paolo Baldan Bembo, Silvio Amato)
11. Buonanotte – 2:38 (testo: Marina Barone, Fabrizio Berlincioni – musica: Franco Fasano)
12. Di notte teneramente (versione cantata in giapponese) – 4:30 (testo: B. Uozumi – musica: Kōji Makaino)

Durata totale: 45:53

## Formazione
- Marina Barone – voce
- Bruno Bergonzi – batteria
- Paolo Baldan Bembo – tastiera, programmazione
- Cesare Vaia – fisarmonica in Caldarrosta
- Danilo Minotti – chitarra
- Carmelo Isgrò – basso
- Silvio Amato – tastiera, programmazione
- Bruno De Filippi – armonica in 1998
- Roberto Manzin – sax
- Franco Morgia, Gisella Cozzo – cori

## Crediti
- Produzione artistica ed esecutiva: Bruno Barbone
- Arrangiamenti: Paolo Baldan Bembo e Silvio Amato
- Arrangiamenti: Bruno Bergonzi per il brano "Tokyo (dance version)"
- Arrangiamenti: Kōji Makaino per il brano "Di notte teneramente"
- Fotografie e grafica cover: Mauro Balletti